# Intel 8089

Распиновка Intel 8089

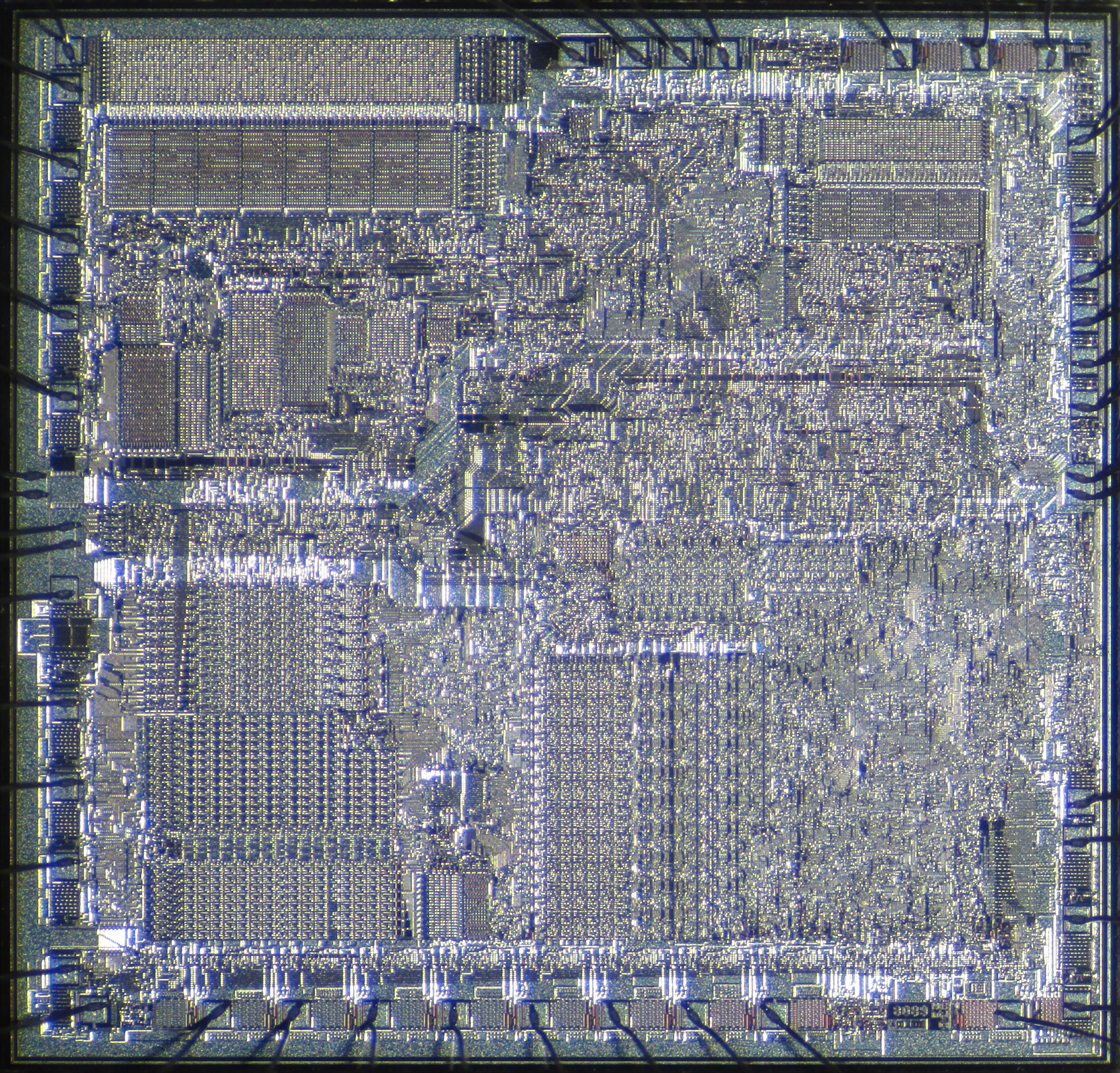
Кристалл процессора Intel 8089

Intel 8089 — сопроцессор ввода-вывода фирмы Intel для использования с центральными процессорами 8086/8088.

## Описание
О выпуске этого сопроцессора было объявлено в мае 1979 года. Имел похожие функции с Intel 8087, для операций ввода-вывода, таких как передача данных из памяти на периферийное устройство, и, таким образом, снижал нагрузку на центральный процессор. В июле 1979 года стоил 194,20 доллара США, при закупке в количестве 100 или более штук. Компания Intel поставляла этот сопроцессор компании Fujitsu Limited.
Поскольку компания IBM не использовала его при разработке IBM PC, то не стал особо известен; более поздние сопроцессоры ввода-вывода не сохранили обозначение x89, при этом математические сопроцессоры сохранили обозначение x87. Использовался в Apricot PC и контроллере жёсткого диска Intel Multibus iSBC-215. Также применялся в многопользовательском компьютере Altos 586. Сами Intel использовали 8089 в некоторых своих проектах, как например System 86.